# FC Tirol Innsbruck
FC Tirol Milch Innsbruck war ein österreichischer Fußballverein aus der Tiroler Landeshauptstadt Innsbruck, der von 1993 bis zu seinem Konkurs 2002 existierte. Er wurde vom Bundesligisten FC Wacker Innsbruck als eigener Verein abgespalten.

## Geschichte
| 1993–2002 | 1993–2002      | 1993–2002   | 1993–2002   | 1993–2002   | 1993–2002   | 1993–2002   | 1993–2002   |
| Saison | Platz (Teiln.) | Sp          | S           | U           | N           | Tore        | Pkt.        |
| 1. Division | 1. Division    | 1. Division | 1. Division | 1. Division | 1. Division | 1. Division | 1. Division |
| --- | -------------- | ----------- | ----------- | ----------- | ----------- | ----------- | ----------- |
| 1993/94 K1 | 04. (10)       | 36          | 14          | 11          | 11          | 48:33       | 39          |
| Bundesliga |                |             |             |             |             |             |             |
| 1994/95 K2 | 05. (10)       | 36          | 15          | 10          | 11          | 61:44       | 40          |
| 1995/96 K3 | 03. (10)       | 36          | 18          | 08          | 10          | 64:40       | 62          |
| 1996/97 | 04. (10)       | 36          | 16          | 07          | 13          | 49:40       | 55          |
| 1997/98 | 06. (10)       | 36          | 12          | 12          | 12          | 49:51       | 48          |
| 1998/99 | 06. (10)       | 36          | 15          | 10          | 11          | 49:41       | 55          |
| 1999/2000 | 01. (10)       | 36          | 24          | 05          | 07          | 54:30       | 77          |
| 2000/01 | 01. (10)       | 36          | 20          | 08          | 08          | 63:31       | 68          |
| 2001/02 | 01. (10)       | 36          | 23          | 06          | 07          | 63:20       | 75          |
| Legende |                |             |             |             |             |             |             |
| | Meister        |             |             |             |             |             |             |
| K1 1993/94: Die 1. Division wurde um 2 Vereine auf 10 Vereine reduziert. Es wird eine doppelte Hin- und Rückrunde gespielt. K2 1994/95: Die 1. Division wurde in Bundesliga umbenannt. K3 1995/96: Einführung der Dreipunkteregel. |                |             |             |             |             |             |             |

Der FC Tirol Innsbruck ging aus dem Bundesligisten FC Wacker Innsbruck hervor. Im Sommer 1993 wurde die Profiabteilung des FC Wacker Innsbruck als eigener Verein ausgegliedert und ursprünglich FC Innsbruck Tirol, beziehungsweise unter Miteinbeziehung des Sponsors FC Innsbruck Capillaris Tirol benannt. Die Stadt Innsbruck bestand darauf, dass der Stadtname als Erstes genannt wurde. Der FC Wacker Innsbruck musste indes in der viertklassigen Landesliga weiterspielen, der FC Tirol Innsbruck startete, dank der Lizenzübernahme, in seiner ersten Saison bereits in der Bundesliga. 1994 trat der später wegen Veruntreuung verhaftete Klaus Mair das Präsidentenamt an. Der Verein wurde in FC Tirol Innsbruck umbenannt und mit Hans Krankl ein junger, aber prominenter Trainer verpflichtet. Mair investierte mehr als 20 Millionen Schilling in eine neue Mannschaft und erfüllte Hans Krankl praktisch fast jeden Spielerwunsch. Nach der Verhaftung Mairs stand der Verein vor der Auflösung und wurde unter anderem durch den Einfluss namhafter Tiroler Politiker gerettet.
Nach dem Einstieg des neuen Sponsors Tirol Milch 1995 lautete der Vereinsname FC Tirol Milch Innsbruck. Das Präsidentenamt übernahm für zwei Jahre Jürgen Bodenseer, ihm folgte 1997 Martin Kerscher. Im Winter 1998/99 wurde Kurt Jara als neuer Trainer engagiert. Mit ihm erlebte der Verein einen neuerlichen Höhenflug und feierte die Meistertitel 2000 und 2001. Im Herbst 2001 verließ Jara die Tiroler und ging zum Hamburger SV. Die bis dahin verrichtete Arbeit von Jara setzte der neue Trainer Joachim Löw fort und feierte mit dem FC Tirol Innsbruck den letzten Meistertitel 2002. Nachdem sich der Schuldenberg der Tiroler in den letzten Jahren immer mehr angehäuft hatte und auch durch nunmehr getätigte Notverkäufe von Spielern nicht mehr getilgt werden konnte, meldete der FC Tirol 2002 Konkurs an und löste sich in weiterer Folge, nach Entzug der Bundesligalizenz, auf.
Präsident
- 1993–1994: Erwin Steinlechner
- 1994: Günther Amann
- 1994: Klaus Mair
- 1994–1995: Erwin Steinlechner
- 1995–1997: Jürgen Bodenseer
- 1997–2001: Martin Kerscher
- 2001–2002: Othmar Bruckmüller

## Trainer

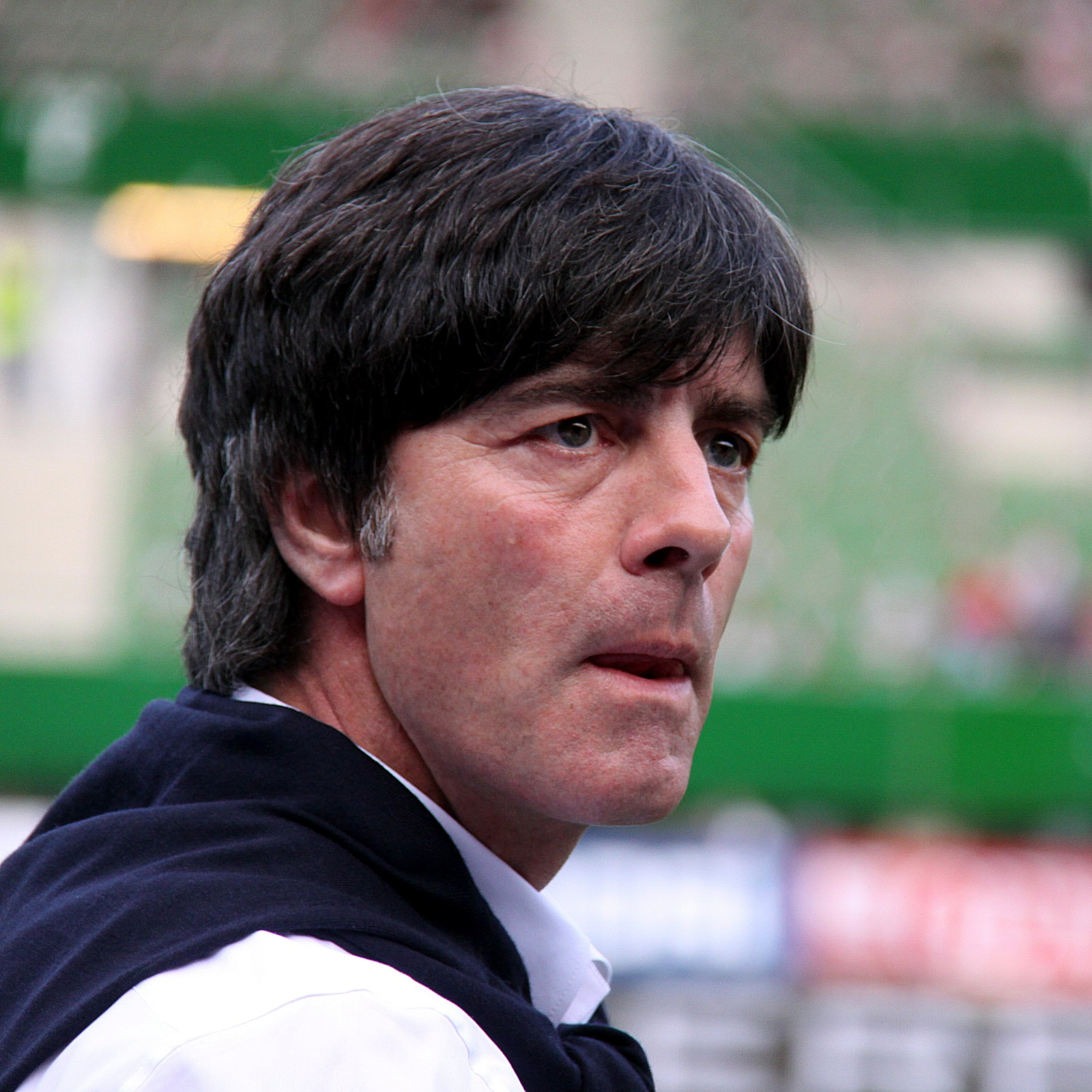
Joachim Löw

- Horst Köppel (1993–1994)
- Wolfgang Schwarz (1994)
- Johann Krankl (1994–1995)
- Dietmar Constantini (1995–1997)
- Heinz Peischl (1997)
- František Cipro (1997–1998)
- Kurt Jara (1999–2001)
- Heinz Binder (2001)
- Joachim Löw (2001–2002)

## Bekannte Spieler
| Tor                                                                                                 | Verteidigung | Mittelfeld | Angriff |
| --------------------------------------------------------------------------------------------------- | --- | --- | --- |
| 1996–2002: Stanislaw Tschertschessow 1997–2000: Heinz Weber 2001: Marc Ziegler 2001/02: Heinz Weber | 1993–1996: Michael Baur 1993–1998: Michael Streiter 1993/94: Andrzej Lesiak 1993–2002: Robert Wazinger 1994–1995: Harald Cerny 1996/97: Rune Tangen 1997–2002: Michael Baur 1997–2002: Aleksander Knavs 1999–2002: Walter Kogler 2000: Michael Streiter 2001: Marco Zwyssig 2001/02: Robert Ibertsberger 2002: Olof Persson | 1993/94: Richard Kitzbichler 1993/94: Marcelo Carracedo 1993–1996: Thomas Silberberger 1993–2002: Roland Kirchler 1994: Manfred Schwabl 1996–2002: Markus Anfang 1997–2002: Zoran Barišić 1998–2000: Stefan Köck 1995–1998: Jerzy Brzęczek 1995–1997: Richard Kitzbichler 1997–2002: Stephan Marasek 1998–2002: Alfred Hörtnagl 1998–2002: Markus Scharrer 2000–2002: Jerzy Brzęczek 2000–2002: Patrik Ježek 2000–2002: Jürgen Panis 2001/02: Robert Ibertsberger | 1993/94: Christoph Westerthaler 1994–1995: Souleyman Sané 1996–2002: Wolfgang Mair 1997/98: Francis Severeyns 1998: Mathias Svensson 1998–2002: Václav Daněk 1999–2002: Radosław Gilewicz 1998/99: Karel Vácha 2000–2002: Edi Glieder 2002: Wilfried Sanou |

## Titel und Erfolge
Anmerkung: Der FC Tirol Innsbruck beanspruchte auch die nationalen Titel seiner Vorgängervereine, die mit „seiner“ Lizenz diese erworben hatten, für sich. Diese Titelgewinne sind kursiv abgedruckt.
- 10 × Österreichischer Meister: 1971, 1972, 1973, 1975, 1977, 1989, 1990, 2000, 2001, 2002
- 7 × Österreichischer Cupsieger: 1970, 1973, 1975, 1978, 1979, 1989, 1993
- 1 × Österreichischer Cupfinalist: 2001
- 2 × Supercupfinalist: 2000, 2001
- 1 × Tiroler Landespokalfinalist: 1999 (FC Tirol Innsbruck Amateure)

### Torschützenkönige
- 1995 – 20 Tore: Souleyman Sané
- 2001 – 22 Tore: Radosław Gilewicz

## Europapokalbilanz
| Saison  | Wettbewerb                  | Runde                  | Gegner                | Gesamt          | Hin           | Rück    |
| ------- | --------------------------- | ---------------------- | --------------------- | --------------- | ------------- | ------- |
| 1993    | Intertoto-Cup               | Gruppenphase           | VfL Bochum            | 0:1             | 0:1 (H)       |         |
| 1993    | Intertoto-Cup               | Gruppenphase           | ŠK Slovan Bratislava  | 2:2             | 2:2 (H)       |         |
| 1993    | Intertoto-Cup               | Gruppenphase           | Silkeborg IF          | 1:1             | 1:1 (A)       |         |
| 1993    | Intertoto-Cup               | Gruppenphase           | FC Zürich             | 2:0             | 2:0 (A)       |         |
| 1993/94 | Europapokal der Pokalsieger | 1. Runde               | Ferencváros Budapest  | 5:1             | 3:0 (H)       | 2:1 (A) |
| 1993/94 | Europapokal der Pokalsieger | 2. Runde               | Real Madrid           | 1:4             | 1:1 (H)       | 0:3 (A) |
| 1994    | Intertoto-Cup               | Gruppenphase           | Bayer 04 Leverkusen   | 1:3             | 1:3 (A)       |         |
| 1994    | Intertoto-Cup               | Gruppenphase           | AIK Solna             | 0:2             | 0:2 (A)       |         |
| 1994    | Intertoto-Cup               | Gruppenphase           | Lausanne-Sports       | 0:0             | 0:0 (H)       |         |
| 1994    | Intertoto-Cup               | Gruppenphase           | Sparta Rotterdam      | :               | : (H) 1       |         |
| 1994/95 | UEFA-Pokal                  | 1. Runde               | Dinamo Tiflis         | 5:2             | 0:1 (A)       | 5:1 (H) |
| 1994/95 | UEFA-Pokal                  | 2. Runde               | Deportivo La Coruña   | 2:4             | 2:0 (H)       | 0:4 (A) |
| 1995    | UEFA Intertoto Cup          | Gruppenphase           | FC Floriana           | 4:0             | 4:0 (A)       |         |
| 1995    | UEFA Intertoto Cup          | Gruppenphase           | Hapoel Petach Tikwa   | 2:0             | 2:0 (H)       |         |
| 1995    | UEFA Intertoto Cup          | Gruppenphase           | Racing Straßburg      | 0:4             | 0:4 (A)       |         |
| 1995    | UEFA Intertoto Cup          | Gruppenphase           | Gençlerbirliği Ankara | 3:2             | 3:2 (H)       |         |
| 1995    | UEFA Intertoto Cup          | Achtelfinale           | 1. FC Köln            | 3:1             | 3:1 (A)       |         |
| 1995    | UEFA Intertoto Cup          | Viertelfinale          | Bayer 04 Leverkusen   | 2:2 (5:3 i. E.) | 2:2 n. V. (H) |         |
| 1995    | UEFA Intertoto Cup          | Halbfinale             | Racing Straßburg      | 2:7             | 1:1 (H)       | 1:6 (A) |
| 1996/97 | UEFA-Pokal                  | Qualifikation          | Slawia Sofia          | 5:2             | 1:1 (A)       | 4:1 (H) |
| 1996/97 | UEFA-Pokal                  | 1. Runde               | FC Metz               | 0:1             | 0:0 (H)       | 0:1 (A) |
| 1997/98 | UEFA-Pokal                  | 2. Qualifikationsrunde | Celtic Glasgow        | 5:7             | 2:1 (H)       | 3:6 (A) |
| 2000/01 | UEFA Champions League       | 3. Qualifikationsrunde | FC Valencia           | 1:4             | 0:0 (H)       | 1:4 (A) |
| 2000/01 | UEFA-Pokal                  | 1. Runde               | AC Florenz            | 5:3             | 3:1 (H)       | 2:2 (A) |
| 2000/01 | UEFA-Pokal                  | 2. Runde               | VfB Stuttgart         | 2:3             | 1:0 (H)       | 1:3 (A) |
| 2001/02 | UEFA Champions League       | 3. Qualifikationsrunde | Lokomotive Moskau     | 2:3             | 1:3 (A)       | 1:0 (H) |
| 2001/02 | UEFA-Pokal                  | 1. Runde               | FK Viktoria Žižkov    | 1:0             | 0:0 (A)       | 1:0 (H) |
| 2001/02 | UEFA-Pokal                  | 2. Runde               | AC Florenz            | 2:4             | 0:2 (A)       | 2:2 (H) |

Gesamtbilanz: 41 Spiele, 15 Siege, 12 Unentschieden, 14 Niederlagen, 58:63 Tore (Tordifferenz −5)

## Trivia
Trotz bescheidener Erfolge des FC Tirol auf internationaler Ebene entwickelten sich viele ehemalige Spieler und Trainer erfolgreich weiter, darunter der deutsche Trainer Joachim Löw, der russische Trainer Stanislaw Tschertschessow und der polnische Trainer Jerzy Brzęczek, die jeweils Cheftrainer der Nationalmannschaften ihrer Herkunftsländer wurden. Peter Stöger und Markus Anfang wurden ebenfalls zu renommierten Trainern.

## Aktuell
- Nach dem Konkurs des FC Tirol Innsbruck wurde ein neuer Fußballverein unter dem Namen FC Wacker Tirol gegründet.

## Frauenfußball
Die Frauenabteilung des FC Tirol, der FFC Tirol, war von 1997 bis 1999 in einer Spielgemeinschaft mit der Frauensektion des Innsbrucker ACs.